# Robledo (Spagna)
Robledo è un comune spagnolo  situato nella comunità autonoma di Castiglia-La Mancia.